# Super Bowl XIV
Il Super Bowl XIV è stata una partita di football americano tra i campioni della National Football Conference (NFC), i Los Angeles Rams e quelli della American Football Conference (AFC), in Pittsburgh Steelers per decidere il campione della National Football League (NFL) per la stagione 1979. Gli Steelers sconfissero i Rams con un punteggio di 31–19, diventando la prima squadra a vincere quattro Super Bowl nell'arco di sei anni, oltre che l'unica a vincerne più di due.

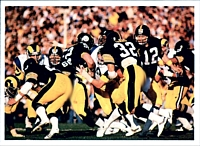
Una fase di gioco del Super Bowl XIV

La gara si tenne il 20 gennaio 1980, al Rose Bowl di Pasadena, California, facendo registrare un record del Super Bowl di 103.985 spettatori. Fu anche il primo Super Bowl che si giocò nel mercato di casa di una delle due partecipanti; all'epoca, i Rams giocavano nel vicino Los Angeles Memorial Coliseum.
I Rams divennero la prima squadra a raggiungere il Super Bowl dopo avere vinto nove o meno partite durante la stagione regolare. Nei playoff superarono i Dallas Cowboys e i Tampa Bay Buccaneers. Gli Steelers venivano invece dalla vittoria del Super Bowl XIII e conclusero la stagione regolare con un bilancio di 12-4, battendo nei playoff i Miami Dolphins e gli Houston Oilers.
Il Super Bowl XIV fu una gara equilibrata per i primi tre quarti. I Rams guidavano all'intervallo per 13–10 prima che il quarterback degli Steelers Terry Bradshaw trovasse il wide receiver Lynn Swann con un passaggio da touchdown da 47 yard. Los Angeles tornò in vantaggio col running back Lawrence McCutcheon che passò un touchdown da 24 yard per Ron Smith. Pittsburgh però controllò il quarto periodo, segnando 14 punti consecutivi, con un passaggio da touchdown da 73 yard da Bradshaw al wide receiver John Stallworth e un TD su corsa da una yard del running back Franco Harris. Malgrado l'avere subito tre intercetti, Bradshaw fu nominato MVP del Super Bowl, in cui completò 14 passaggi su 21 per 309 yard e 2 touchdown.

## Formazioni titolari
Membro della Pro Football Hall of Fame
| Pittsburgh        |     | Los Angeles     |
| ----------------- | --- | --------------- |
| Attacco           |     |                 |
| John Stallworth   | WR  | Billy Waddy     |
| Jon Kolb          | LT  | Doug France     |
| Sam Davis         | LG  | Kent Hill       |
| Mike Webster      | C   | Rich Saul       |
| Gerry Mullins     | RG  | Dennis Harrah   |
| Larry Brown       | RT  | Jackie Slater   |
| Bennie Cunningham | TE  | Terry Nelson    |
| Lynn Swann        | WR  | Preston Dennard |
| Terry Bradshaw    | QB  | Vince Ferragamo |
| Rocky Bleier      | FB  | Cullen Bryant   |
| Franco Harris     | RB  | Wendell Tyler   |
| Difesa            |     |                 |
| L.C. Greenwood    | LE  | Jack Youngblood |
| Joe Greene        | LT  | Mike Fanning    |
| Gary Dunn         | RT  | Larry Brooks    |
| John Banaszak     | RE  | Fred Dryer      |
| Dennis Winston    | LLB | Jim Youngblood  |
| Jack Lambert      | MLB | Jack Reynolds   |
| Robin Cole        | RLB | Bob Brudzinski  |
| Ron Johnson       | LCB | Pat Thomas      |
| Mel Blount        | RCB | Rod Perry       |
| Donnie Shell      | SS  | Dave Elmendorf  |
| J.T. Thomas       | FS  | Nolan Cromwell  |